# Parque nacional y reserva Grandes Dunas de Arena
El Parque Nacional y Reserva Grandes Dunas de Arena (en inglés Great Sand Dunes National Park and Preserve) es un parque nacional de Estados Unidos que se encuentra en la parte más oriental de los condados de Alamosa y Saguache, en Colorado. Originalmente designado Monumento Nacional Grandes Dunas de Arena, el parque nacional y reserva Grandes Dunas de Arena fue creado por un acta del Congreso de Estados Unidos el 13 de septiembre de 2004. El parque ocupa aproximadamente 340 km² (34 000 hectáreas).

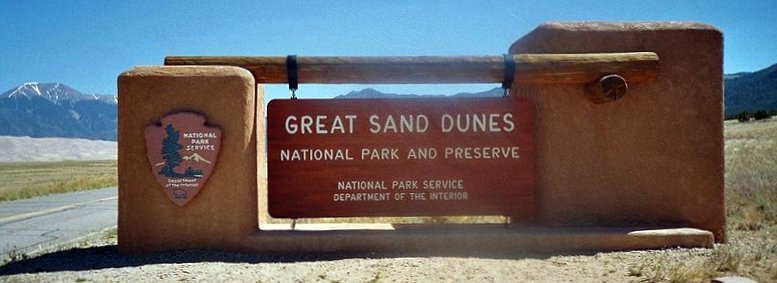
Entrada al parque.

## Historia natural

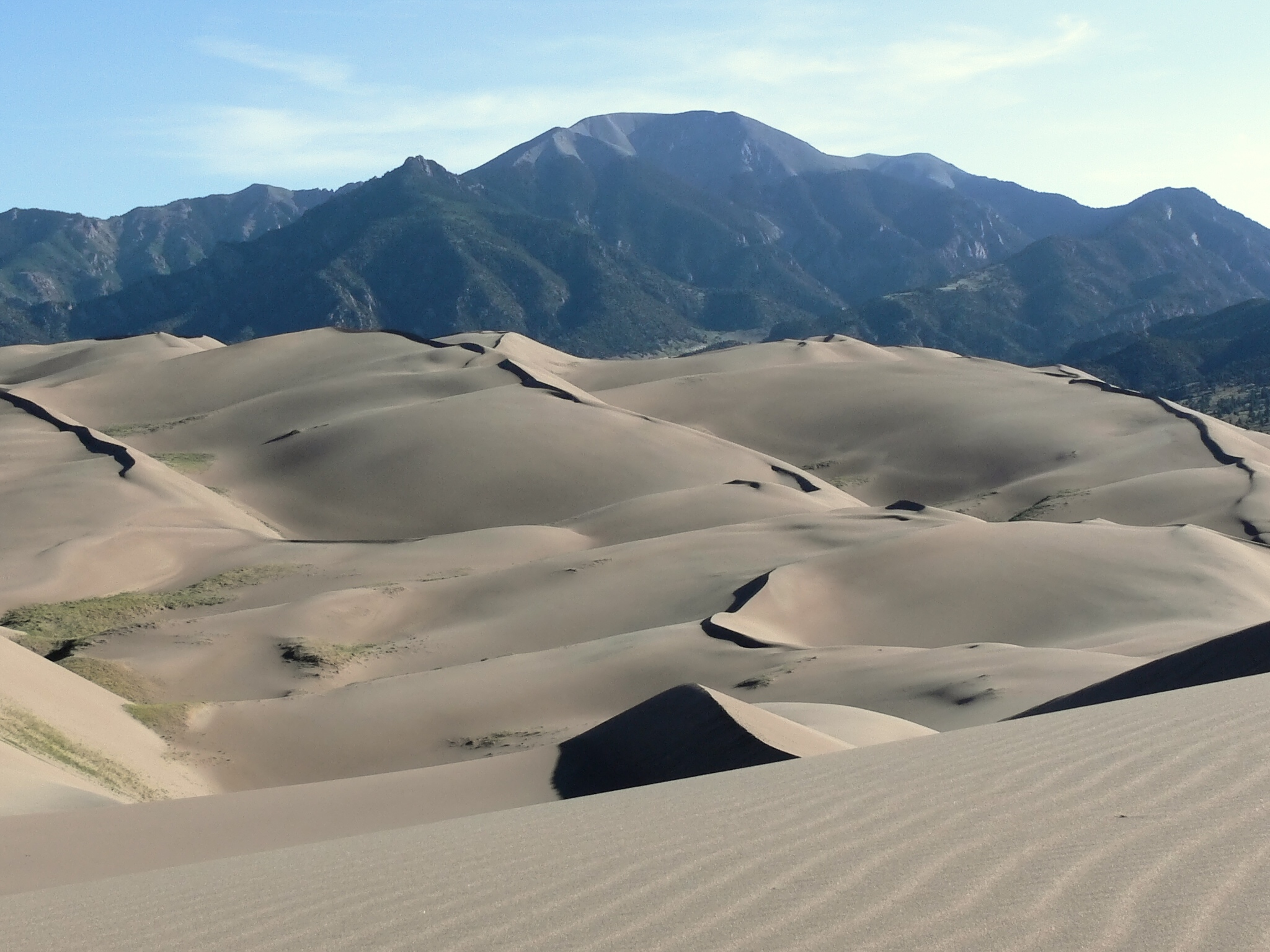
Grandes dunas con la Sierra de la Sangre de Cristo al fondo.

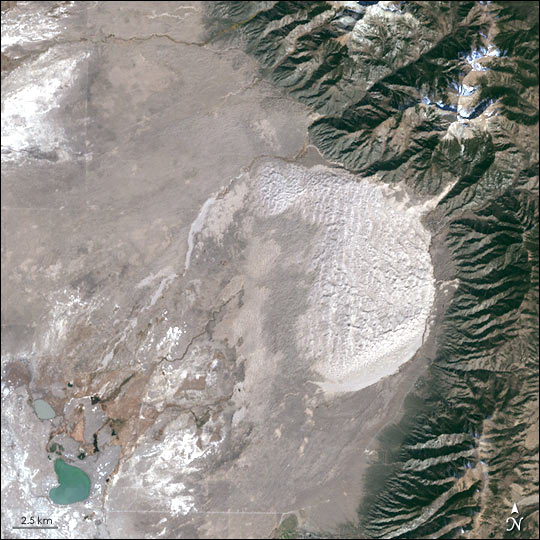
Imagen de satélite de las dunas.

El parque contiene las dunas de arena más altas de América del Norte que se alzan hasta una altura máxima de 230 m. desde el suelo del Valle de San Luis, en la base occidental de la Sierra de la Sangre de Cristo. Este grupo de dunas cubre unos 77 km² y según los investigadores comenzaron a formarse hace menos de 440.000 años.
Las dunas se crean a partir de los depósitos de arena y sedimentos del Río Grande y sus tributarios que fluyen a través del Valle de San Luis. Con el paso de los años vientos del oeste recogen las partículas de arena de los terrenos inundados por el río. Cuando el viento pierde fuerza antes de cruzar la sierra de la Sangre de Cristo deposita la arena en el extremo este del valle. Este proceso continúa y las dunas crecen lentamente mientras el viento las moldea de nuevo cada día.
Hay varios arroyos que fluyen por el perímetro de las dunas. Estos arroyos erosionan el borde del campo de dunas y llevan la arena corriente abajo hasta que el agua se filtra en la tierra, desaparece y deposita la arena en la superficie. El viento levanta los depósitos de arena y los sopla otra vez sobre el campo de dunas.
Basta cavar unos centímetros incluso en la cima de las dunas para descubrir arena húmeda. Parte de la motivación para convertir el monumento nacional en parque nacional fue aumentar la protección sobre el agua, deseada tanto por las ciudades de Colorado como por los agricultores de la zona.
Es muy fácil experimentar el proceso de formación de las dunas. Es una región muy ventosa, como pueden atestiguar los senderistas que la visitan ya que muchos días son acribillados por la arena e incluso por pequeñas piedras cuando caminan sobre las dunas. Estos materiales son transportados por el viento a kilómetros de distancia y aunque las dunas no cambian de lugar o tamaño muy a menudo, existen dunas parabólicas que migran a través del campo de dunas principal. A veces se unen a este y otras veces quedan cubiertas por la hierba y la vegetación y se quedan donde están.
Las dunas son relativamente estables pero su morfología cambia ligeramente con el paso de las estaciones debido a que su forma se ve afectada con intensidad por la dirección del viento. El viento va normalmente del SO al NE pero a finales de verano el viento se da la vuelta creando dunas remontantes. Este proceso es parte de los motivos que hacen que las dunas sean tan altas.
Hay áreas de arena negra en las dunas que son en realidad depósitos de magnetita, un óxido de hierro negro y cristalino.

## Clima
Las Grandes Dunas están situadas en una gran área de tierras de "desierto alto" (típico del suroeste estadounidense) en el Valle de San Luis, justo en el lado oeste de la Sierra de la Sangre de Cristo. Las temperaturas veraniegas de la zona no son las típicas de las tierras de desierto alto normales aunque se mantiene la gran diferencia entre las temperaturas altas y bajas. Durante las noches de invierno las bajas temperaturas pueden ser extremadamente frías y muchas noches durante esa estación se alcanzan temperaturas bajo cero. En partes del desierto alejadas de las dunas las precipitaciones son extremadamente escasas pero incluso en la zona de las grandes dunas se mantienen bajas, con una media de 280 mm. al año. Los altos niveles de evaporación hacen que sean consideradas como desierto a pesar de que sus precipitaciones superan los 250 mm. e incluso llega a nevar sobre las dunas, aunque la nieve (que puede acumularse hasta alcanzar 20 cm de espesor entre el final del invierno y el inicio de la primavera) dura muy poco en el clima seco y soleado de Colorado.
| Parámetros climáticos promedio de Parque nacional y reserva Grandes Dunas de Arena | Parámetros climáticos promedio de Parque nacional y reserva Grandes Dunas de Arena | Parámetros climáticos promedio de Parque nacional y reserva Grandes Dunas de Arena | Parámetros climáticos promedio de Parque nacional y reserva Grandes Dunas de Arena | Parámetros climáticos promedio de Parque nacional y reserva Grandes Dunas de Arena | Parámetros climáticos promedio de Parque nacional y reserva Grandes Dunas de Arena | Parámetros climáticos promedio de Parque nacional y reserva Grandes Dunas de Arena | Parámetros climáticos promedio de Parque nacional y reserva Grandes Dunas de Arena | Parámetros climáticos promedio de Parque nacional y reserva Grandes Dunas de Arena | Parámetros climáticos promedio de Parque nacional y reserva Grandes Dunas de Arena | Parámetros climáticos promedio de Parque nacional y reserva Grandes Dunas de Arena | Parámetros climáticos promedio de Parque nacional y reserva Grandes Dunas de Arena | Parámetros climáticos promedio de Parque nacional y reserva Grandes Dunas de Arena | Parámetros climáticos promedio de Parque nacional y reserva Grandes Dunas de Arena |
| Mes                                                                                | Ene.                                                                               | Feb.                                                                               | Mar.                                                                               | Abr.                                                                               | May.                                                                               | Jun.                                                                               | Jul.                                                                               | Ago.                                                                               | Sep.                                                                               | Oct.                                                                               | Nov.                                                                               | Dic.                                                                               | Anual                                                                              |
| ---------------------------------------------------------------------------------- | ---------------------------------------------------------------------------------- | ---------------------------------------------------------------------------------- | ---------------------------------------------------------------------------------- | ---------------------------------------------------------------------------------- | ---------------------------------------------------------------------------------- | ---------------------------------------------------------------------------------- | ---------------------------------------------------------------------------------- | ---------------------------------------------------------------------------------- | ---------------------------------------------------------------------------------- | ---------------------------------------------------------------------------------- | ---------------------------------------------------------------------------------- | ---------------------------------------------------------------------------------- | ---------------------------------------------------------------------------------- |
| Temp. máx. media (°C)                                                              | 1.7                                                                                | 4.0                                                                                | 8.2                                                                                | 13.5                                                                               | 19.0                                                                               | 24.8                                                                               | 27.1                                                                               | 25.5                                                                               | 21.9                                                                               | 15.8                                                                               | 7.5                                                                                | 2.4                                                                                | 14.3                                                                               |
| Temp. mín. media (°C)                                                              | -12.3                                                                              | -10.1                                                                              | -6.1                                                                               | -2.2                                                                               | -2.7                                                                               | 7.3                                                                                | 10.3                                                                               | 9.2                                                                                | 5.4                                                                                | -0.2                                                                               | -6.6                                                                               | -11.5                                                                              | -1.2                                                                               |
| Precipitación total (mm)                                                           | 11.2                                                                               | 9.4                                                                                | 19.6                                                                               | 22.6                                                                               | 27.7                                                                               | 21.8                                                                               | 45.5                                                                               | 50.8                                                                               | 31.0                                                                               | 21.8                                                                               | 12.4                                                                               | 9.1                                                                                | 282.7                                                                              |
| Fuente: Western Regional Climate Center Mayo de 2011                               |                                                                                    |                                                                                    |                                                                                    |                                                                                    |                                                                                    |                                                                                    |                                                                                    |                                                                                    |                                                                                    |                                                                                    |                                                                                    |                                                                                    |                                                                                    |

## Otras características

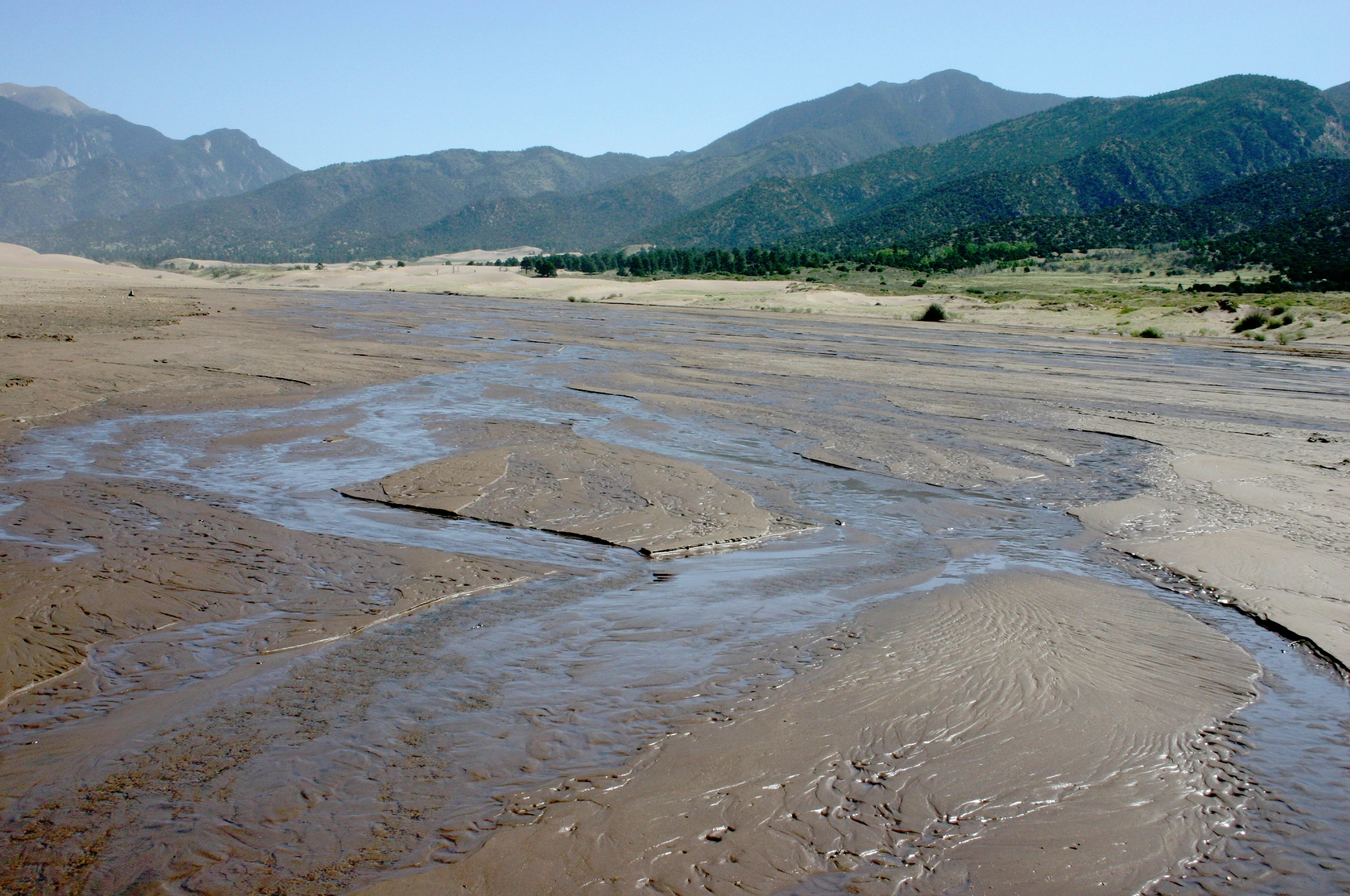
El intermitente arroyo Médano.

El parque también contiene lagos de montaña y tundra de alta montaña, seis picos por encima de los 3900 m de altitud, bosques ancianos de piceas y pinos, grandes sectores de álamo temblón y de Virginia, praderas, humedales, etc. Todos estos ambientes son el hogar de diversas especies de flora y fauna.

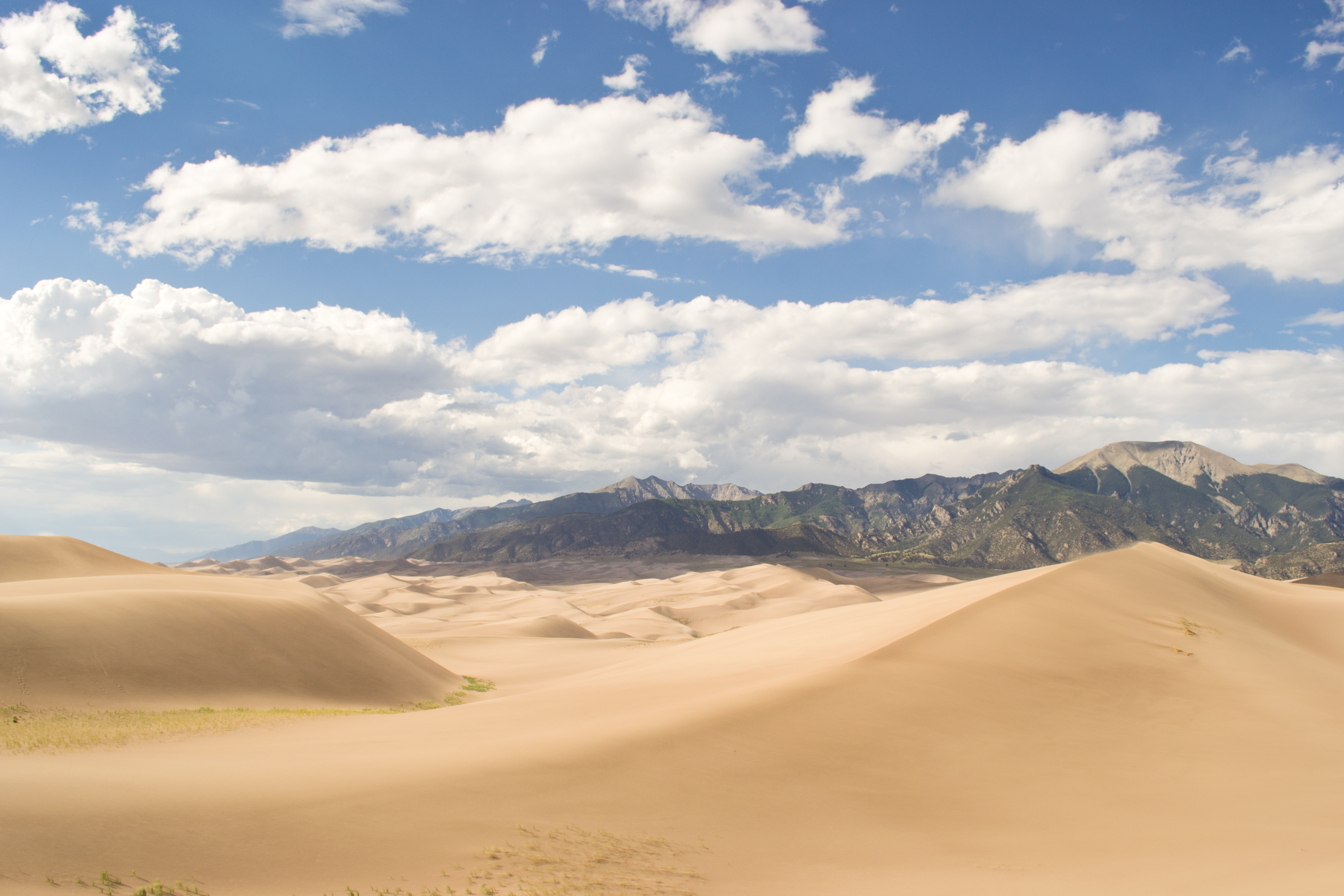
Vista desde un barján.

Una de las características más inusuales del parque tiene lugar en el arroyo Médano, que bordea el lado este de las dunas y se encuentra cerca de la librería y centro de visitantes. Debido a que la arena cae continuamente sobre el agua, el arroyo Médano nunca encuentra un cauce estable y permanente. Se forman y destruyen continuamente pequeñas dunas debajo del agua que actúan como presas, así que quienes lo vadean son testigos de elevaciones (que pueden parecer olas) en el nivel del agua que fluye arroyo abajo a intervalos que pueden ir de unos pocos segundos hasta un minuto o más. En un año de mucha lluvia estas elevaciones pueden alcanzar un pie de alto llegando a parecer olas en mar abierto. Construir castillos de arena con la arena del arroyo es una actividad popular entre los visitantes y el skimboarding es una actividad cada vez más habitual gracias a que se necesita muy poca agua para llevarla a cabo. 
Una de las características más valoradas del parque nacional y reserva de las Grandes Dunas es una que no puede ser vista y es que según un estudio de paisaje sonoro realizado por el Servicio de Parques Nacionales con el nombre de Natural Sounds Program este parque es el más silencioso de los 48 estados contiguos del país.
Muchos visitantes del lugar cargan cajas de cartón aplastadas o tablas de boogie hasta la cima de las dunas con la intención de deslizarse hasta abajo; sin embargo ninguno de los dos objetos han resultado ser efectivos para deslizarse. También se recomienda a los visitantes que vayan en épocas distintas al invierno que eviten ir descalzos o con sandalias y que se limiten a llevar calzado cerrado y resistente. Esto se debe a que mientras que la arena resulta atrayente, su color oscuro absorbe el calor. La temperatura de la arena bajo la luz del día puede superar ampliamente los 40 grados y quemar la piel expuesta con rapidez.

## Acceso
Para llegar a las dunas hace falta atravesar el ancho y poco profundo arroyo Médano, que corre tan solo desde primavera hasta el principio del verano. El senderismo está permitido, con el aviso de que la arena puede ser calurosa en verano, hasta 60° Celsius. Cae nieve en invierno sobre la zona.
La ciudad más cercana es Alamosa aunque Cañon City, Pueblo, Colorado Springs, Denver y Albuquerque (Nuevo México) están a pocas horas en coche. El Servicio Postal de los Estados Unidos en Alamosa (Código ZIP 81101) es el encargado de atender el parque.

## Historia del parque
Las dunas y el área que las rodea fueron designadas monumento nacional en 1932. El 22 de noviembre de 2000, Bill Clinton, presidente de los Estados Unidos, firmó la Great Sand Dunes National Park and Preserve Act of 2000 con el objetivo final de lograr el estatus de parque nacional. Con la ayuda de The Nature Conservancy el gobierno federal adquirió 97 000 acres (390 km²) del Rancho Baca que de hecho triplicaban el tamaño del parque. La adquisición incluye aquellas secciones del rancho que anteriormente bordeaban el parque al norte y al oeste, además del Monte Kit Carson (4317 m.) y el subpico Challenger Point (4292 m.) y los recursos hidrográficos al sur. La tierra así adquirida fue dividida en tres secciones: parte de la Sierra de la Sangre de Cristo fue transferida al Bosque Nacional Río Grande, otra parte al oeste se destinaría como área para la vida salvaje y sería el hábitat de una manada de bisontes salvajes y la última parte al este se hablitaría para caza limitada.